# Ottenhofen (Marktbergel)

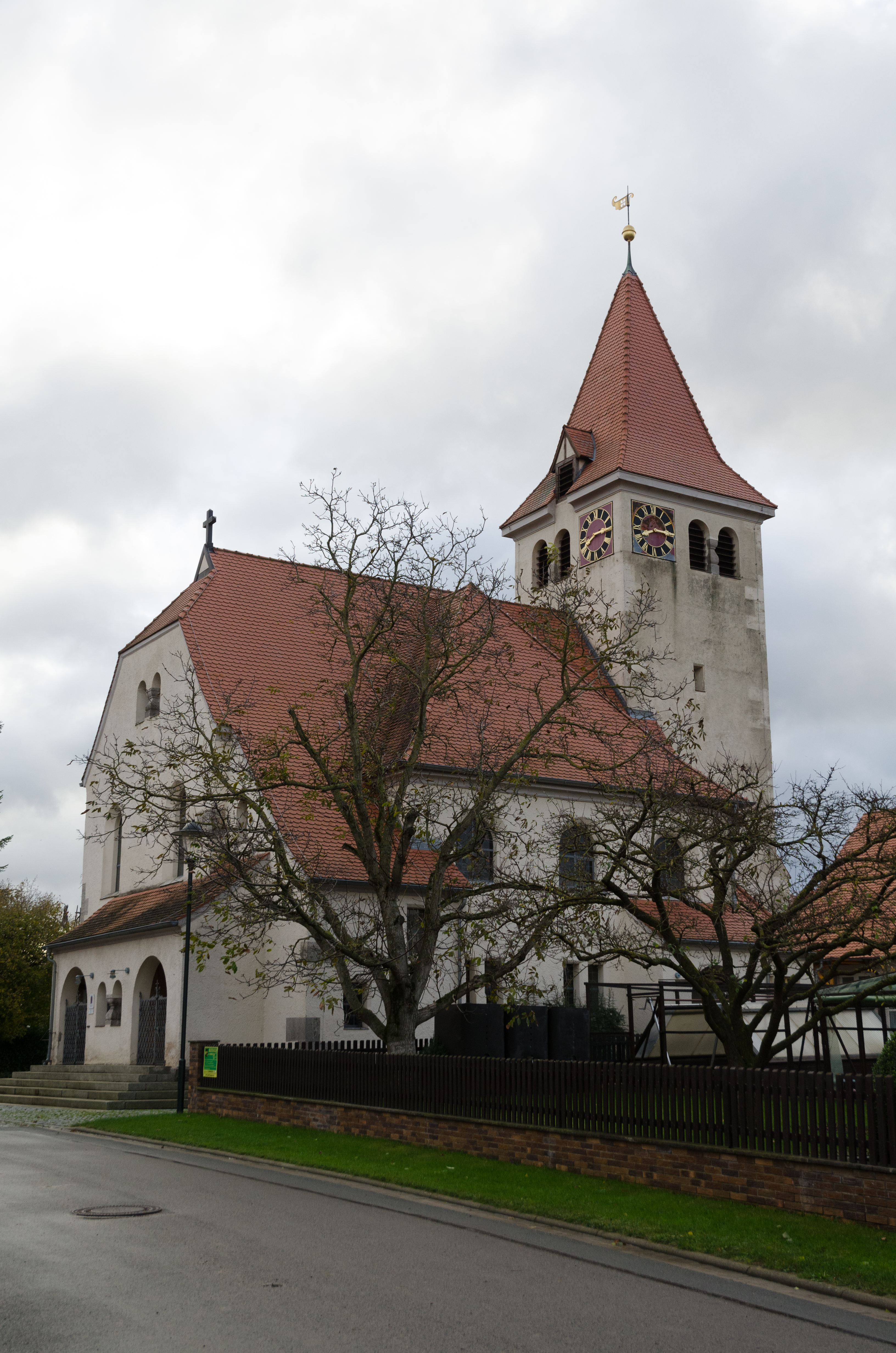
St. Gumbertus und Urban

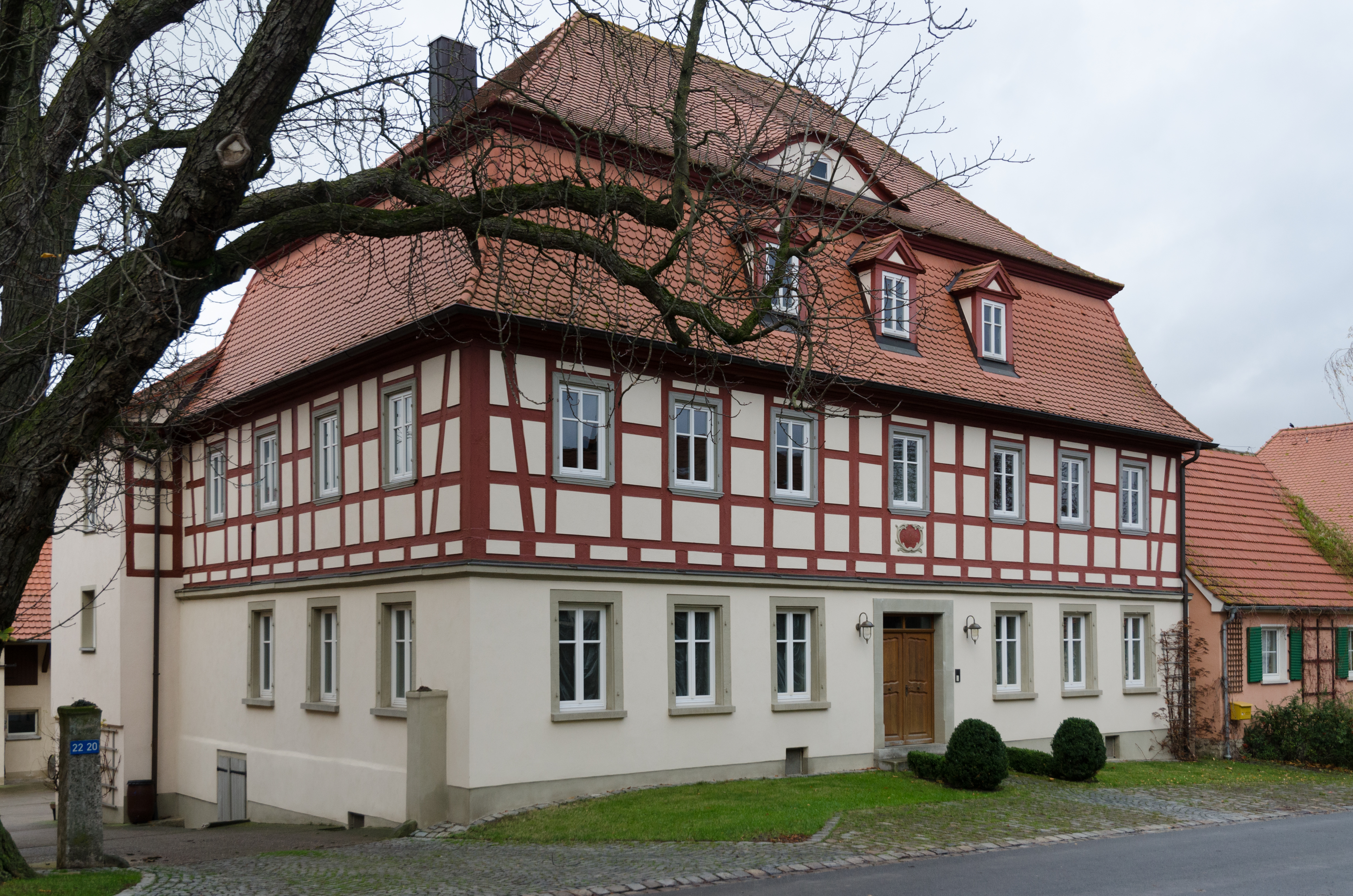
Haus Nr. 20: Gasthaus zum Hirschen

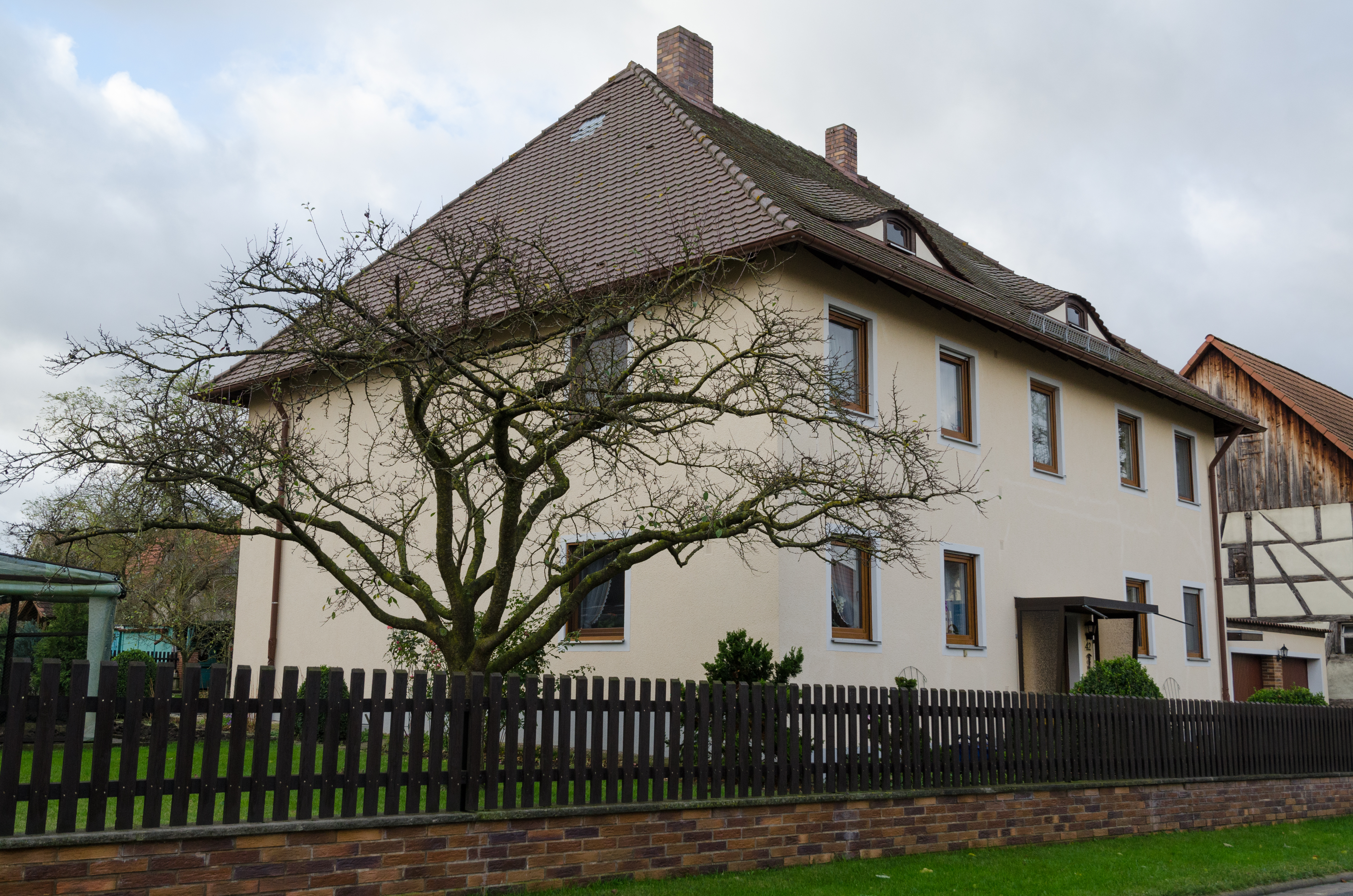
Haus Nr. 42: Ehemaliges Pfarrhaus

Ottenhofen (fränkisch: Odnhofn) ist ein Gemeindeteil des Marktes Marktbergel im Landkreis Neustadt an der Aisch-Bad Windsheim (Mittelfranken, Bayern). Die Gemarkung Ottenhofen hat eine Fläche von 7,060 km². Sie ist in 667 Flurstücke aufgeteilt, die eine durchschnittliche Fläche von 10584,63 m² haben.

## Geographie
Durch das Pfarrdorf fließen der Sensenbach (links) und der Nutzbach (rechts), die zum Langwasenbach zusammenfließen, der mit weiteren Bächen zu einem rechten Zufluss der Aisch zusammenfließt. Der Ort ist ringsum von Feldern umgeben. 1 km nordwestlich liegen die Pfeiffenäcker, 1 km nordöstlich die Trieb- und Tolläcker, 1,25 km westlich liegt der Schönbühl (339 m ü. NHN). Eine Gemeindeverbindungsstraße führt zur Bundesstraße 13 (1,2 km nördlich) bzw. nach Marktbergel zur Kreisstraße NEA 43 (1 km südlich). Der Ort hat einen Haltepunkt an der Bahnstrecke Neustadt (Aisch)–Steinach bei Rothenburg.

## Geschichte
Im Jahre 1078 wurde der Ort als „Ottenhouen“ erstmals in einer Urkunde erwähnt, laut dieser der König Heinrich IV. den Ort dem Gumbertusstift wieder übergab. Das Bestimmungswort des Ortsnamens ist der Personenname Otto. 1182 erwarb das Kloster Heilsbronn in „Utelhoven“ Güter. 1224 wurde in Ottenhofen eine Kirche erwähnt, die eine Filiale der Pfarrei Burgbernheim war. Der 1528 einsetzenden Reformation, die von dem bis 1535 hier tätigen Pfarrer Johann Faber (Fabritius) geschätzt und gefördert wurde, und der neuen, evangelischen Geistlichkeit stand die Einwohnerschaft (wie auch der Würzburger Bischof Konrad III. von Thüngen als Patronatsherr) zunächst besonders ablehnend gegenüber. Seit 1581 gab es eine Schule in Ottenhofen. Im Dreißigjährigen Krieg kam es im Herbst 1631 wie in Marktbergel und Ickelheim zu Übergriffen durch kaiserliche Truppenteile.
Gegen Ende des 18. Jahrhunderts gab es in Ottenhofen 42 Anwesen. Das Hochgericht übte das brandenburg-bayreuthische Vogtamt Altheim aus. Es hatte ggf. an das Schultheißenamt Burgbernheim auszuliefern. Die Dorf- und Gemeindeherrschaft hatte das Kastenamt Windsheim. Alle Anwesen hatten das Fürstentum Bayreuth als Grundherrn (Kastenamt Windsheim: 13 Höfe, 2 Zweidrittelhöfe, 2 Halbhöfe, 6 Güter, 7 Sölden; Schultheißenamt Burgbernheim: Kirche, Pfarrhaus, Schulhaus, 12 Häuser).
Im Jahre 1810 kam Ottenhofen an das Königreich Bayern. Im Rahmen des Gemeindeediktes wurde es 1811 dem Steuerdistrikt Schwebheim und der 1817 gebildeten Ruralgemeinde Schwebheim zugewiesen. Mit dem Zweiten Gemeindeedikt (1818) entstand die Ruralgemeinde Ottenhofen. Sie war in Verwaltung und Gerichtsbarkeit dem Landgericht Windsheim zugeordnet und in der Finanzverwaltung dem Rentamt Ipsheim. Ab 1862 gehörte Ottenhofen zum Bezirksamt Uffenheim (1939 in Landkreis Uffenheim umbenannt) und ab 1856 zum Rentamt Windsheim (1919 in Finanzamt Windsheim umbenannt, seit 1972 Finanzamt Uffenheim). Die Gerichtsbarkeit blieb beim Landgericht Windsheim (1879 in Amtsgericht Windsheim umbenannt), seit 1973 ist das Amtsgericht Neustadt an der Aisch zuständig. Die Gemeinde hatte 1964 eine Gebietsfläche von 7,057 km².
Am 1. Januar 1978 wurde Ottenhofen im Zuge der Gebietsreform in Bayern in den Markt Marktbergel eingegliedert.

### Baudenkmäler
In Ottenhofen gibt es sieben Baudenkmäler:
- Evangelisch-lutherische Kirche St. Gumbertus und Urban
- Wehrmauer Ottenhofen
- Haus Nr. 18: Wohnhaus
- Haus Nr. 20: Gasthaus zum Hirschen
- Haus Nr. 42: ehemaliges Pfarrhaus
- Haus Nr. 45: ehemalige Schmiede
- Haus Nr. 70: Austragshaus

ehemalige Baudenkmäler
- Haus Nr. 31: Kleinbauernhaus
- Fachwerkwohnstallhaus

### Bodendenkmäler
In der Gemarkung Ottenhofen gibt es sechs Bodendenkmäler.

### Einwohnerentwicklung
| Jahr      | 1818   | 1840   | 1852   | 1855   | 1861   | 1867   | 1871   | 1875   | 1880   | 1885   | 1890   | 1895   | 1900   | 1905   | 1910   | 1919   | 1925   | 1933   | 1939   | 1946   | 1950   | 1952   | 1961   | 1970   | 1987   | 2014  |
| Einwohner | 247    | 348    | 335    | 324    | 324    | 333    | 334    | 340    | 359    | 339    | 337    | 321    | 298    | 297    | 307    | 298    | 319    | 312    | 302    | 523    | 479    | 445    | 286    | 270    | 210    | 188   |
| Häuser    | 52     | 61     |        |        |        |        | 63     |        |        | 66     | 65     |        | 69     |        |        |        | 70     |        |        |        | 68     |        | 58     |        | 65     |       |
| Quelle    | [ 21 ] | [ 22 ] | [ 23 ] | [ 23 ] | [ 24 ] | [ 25 ] | [ 26 ] | [ 27 ] | [ 28 ] | [ 29 ] | [ 30 ] | [ 23 ] | [ 31 ] | [ 23 ] | [ 32 ] | [ 23 ] | [ 33 ] | [ 23 ] | [ 23 ] | [ 23 ] | [ 34 ] | [ 23 ] | [ 16 ] | [ 35 ] | [ 36 ] | [ 2 ] |

## Religion
Der Ort ist Sitz der Pfarrei St. Gumbertus und Urban und ist seit der Reformation evangelisch-lutherisch geprägt. Die Katholiken sind nach St. Bonifaz (Bad Windsheim) gepfarrt.